# Dawuhan Kidul
Dawuhan Kidul is een bestuurslaag in het regentschap Kediri van de provincie Oost-Java, Indonesië. Dawuhan Kidul telt 2977 inwoners (volkstelling 2010).